# Euphorbia francoisii
Euphorbia francoisii är en törelväxtart som beskrevs av Jacques Désiré Leandri. Euphorbia francoisii ingår i släktet törlar, och familjen törelväxter. IUCN kategoriserar arten globalt som akut hotad.

## Underarter
Arten delas in i följande underarter:
- E. f. rubrifolia
- E. f. crassicaulis
- E. f. francoisii

## Bildgalleri

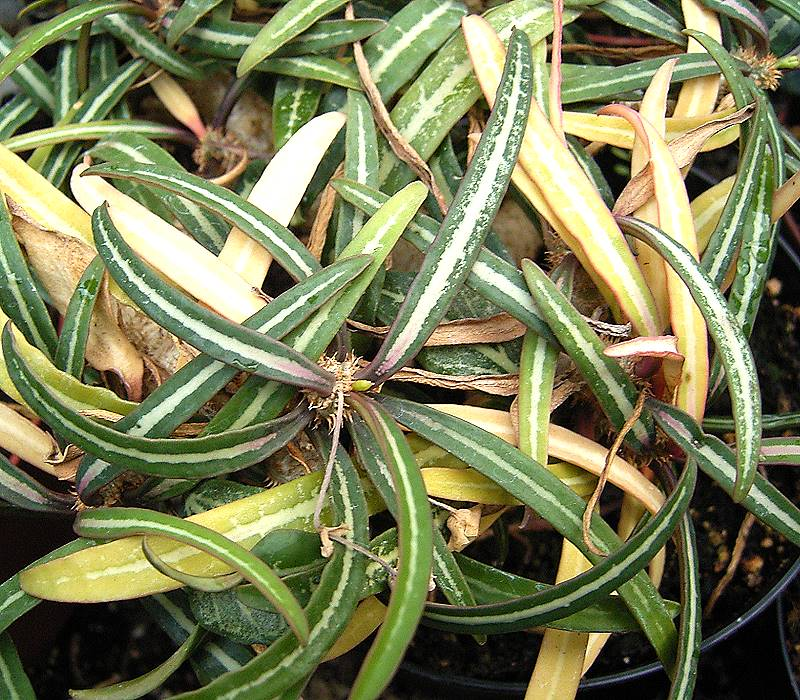
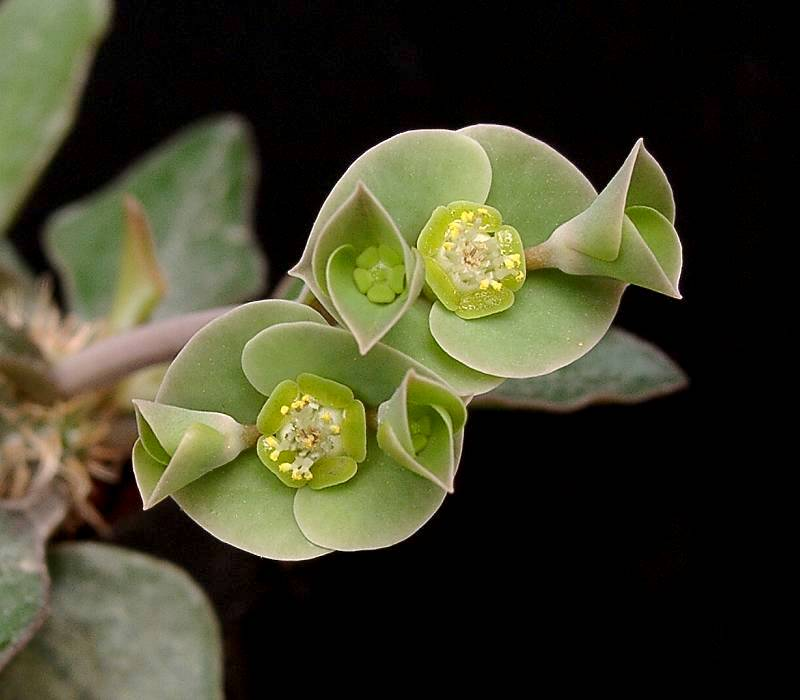
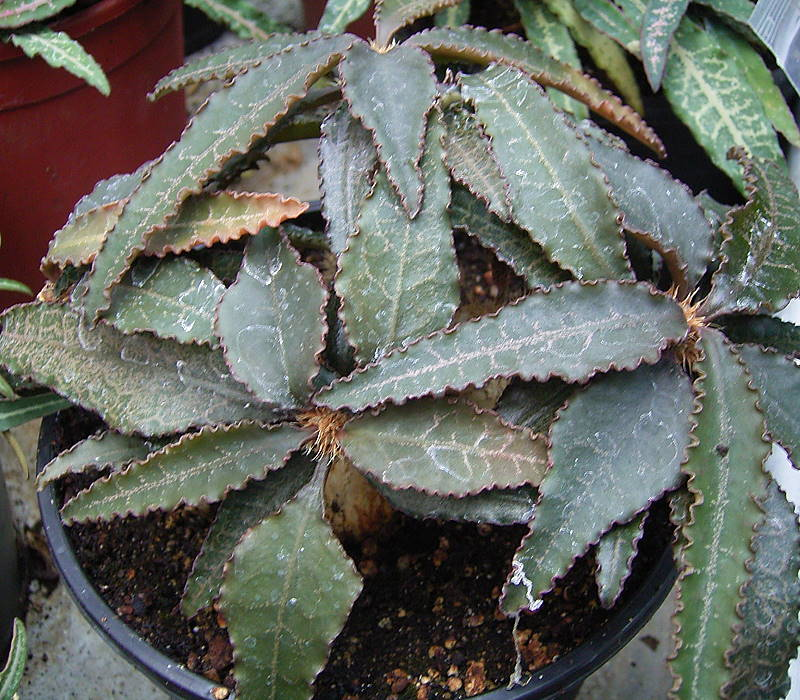
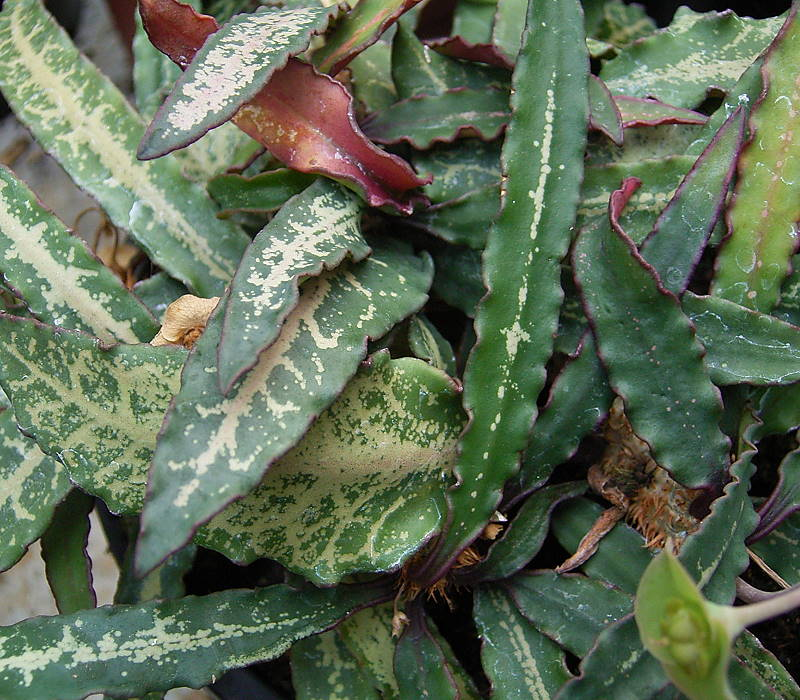
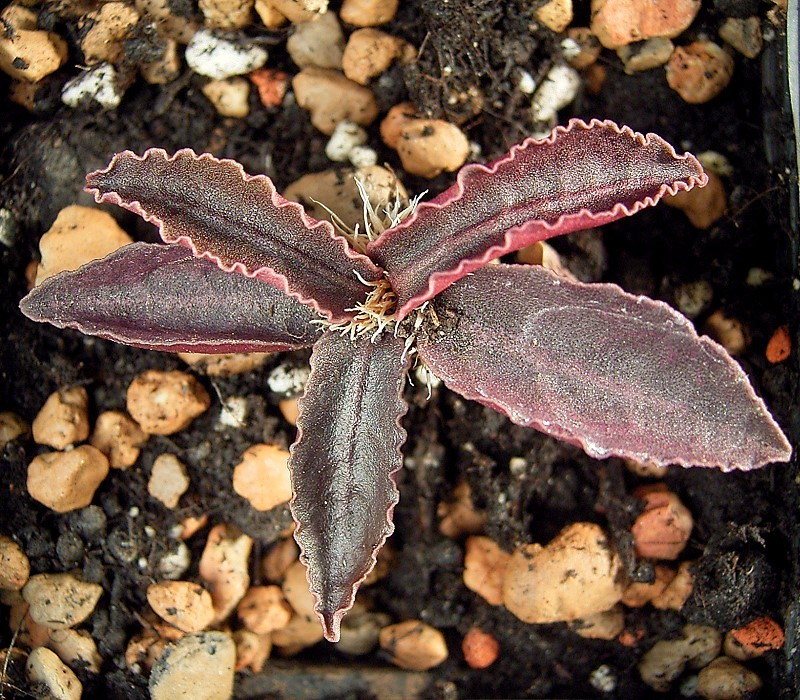
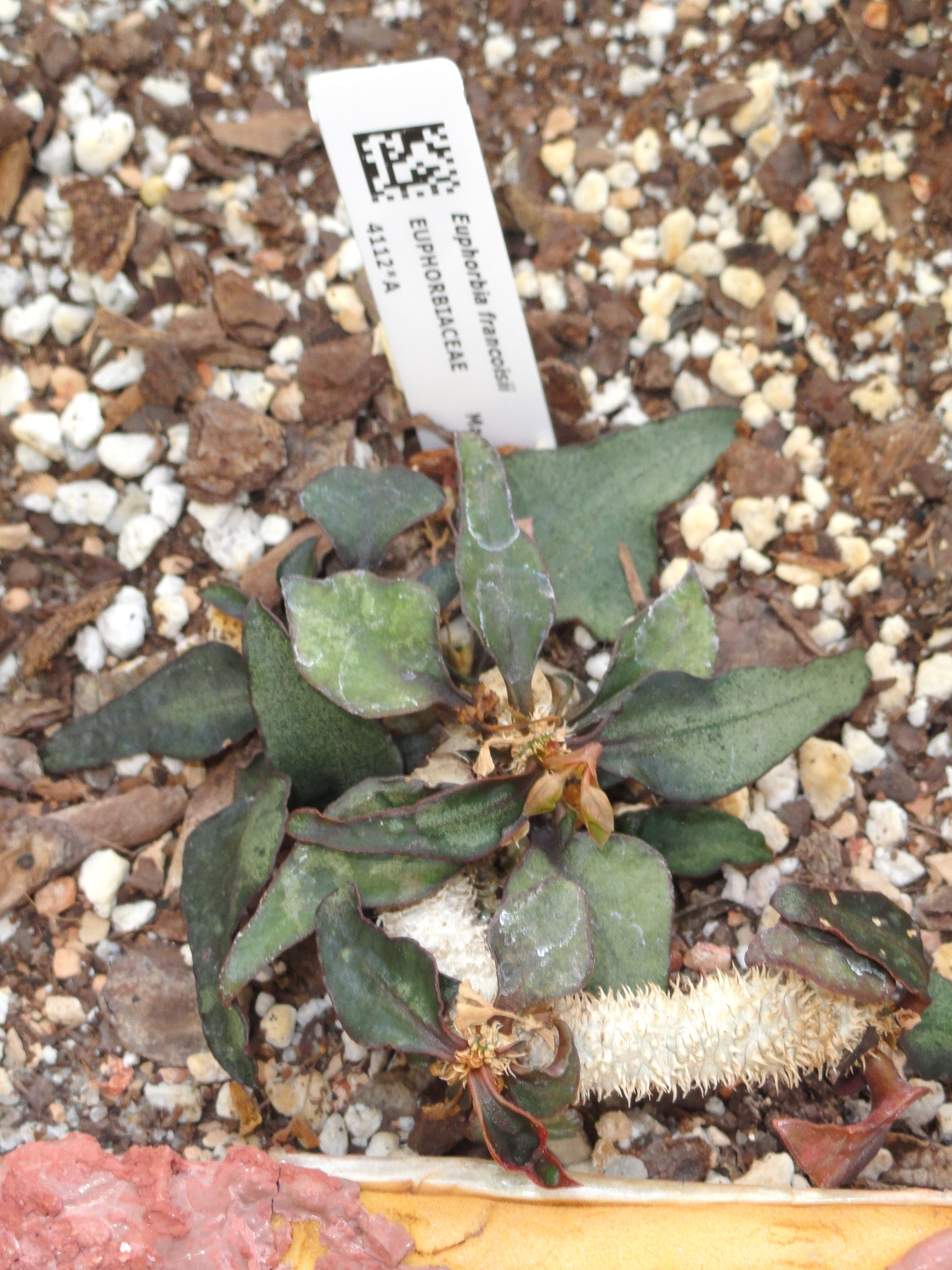